# 西濃鉄道

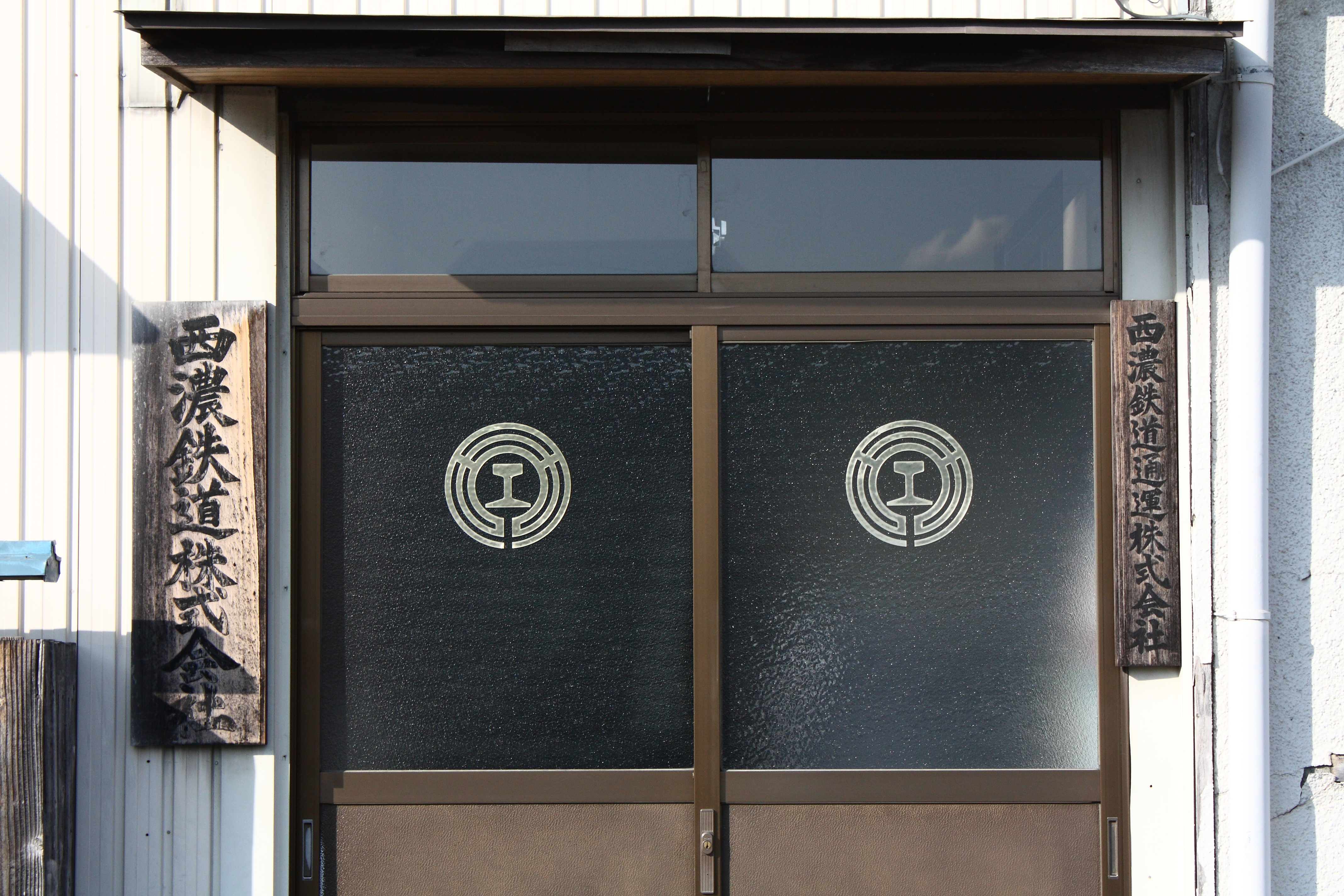
西濃鉄道本社

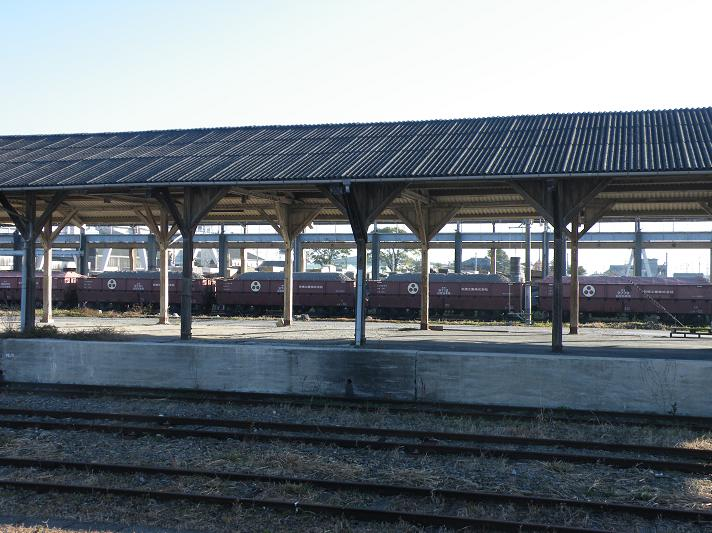
西濃鉄道市橋線から到着した石灰石貨物列車（美濃赤坂駅構内）

西濃鉄道株式会社（せいのうてつどう）は、岐阜県大垣市で貨物鉄道を運営している企業。本社は岐阜県大垣市赤坂町173番地1にある。

## 概要
大垣市西北部にある金生山から産出される石灰石輸送を行っている。路線は東海道本線の支線美濃赤坂線の終点である美濃赤坂駅を起点に市橋線・昼飯線の2路線を有していたが、2006年に昼飯線が廃止され市橋線のみとなっている。
同じく大垣市に路線を持つ第三セクター鉄道会社の樽見鉄道の筆頭株主で、過半数を占める51%を出資する。
社名は大垣市周辺の地域名称である西濃に由来する。同じく西濃地区を本拠地とするセイノーグループ（西濃運輸）とは会社の成り立ちが異なり、資本的、人的ともに一切の関係はない。
2024年現在、保有路線の営業キロは1.3 kmで、普通鉄道としては最も保有路線が短い事業者である。

### 樽見鉄道への経営参加
1984年（昭和59年）に、国鉄樽見線が第三セクター鉄道に移行することとなり、運営主体の樽見鉄道の設立に際して、西濃鉄道は51%を出資して筆頭株主となった。これは、第三セクター新会社設立を進めていた地元自治体や主要荷主の住友セメントには鉄道営業のノウハウがなく、近隣に路線を有する名古屋鉄道や近畿日本鉄道に経営参加を打診したものの同意が得られなかったことから、西濃鉄道に参加が求められることとなったものである。西濃鉄道も、運営する鉄道事業は貨物専業であるが、当時の代表取締役社長以下の役員・社員には旅客鉄道運営経験の豊富な国鉄OBが多く在籍しており（当時の代表取締役社長の国鉄での最終職歴は名古屋駅長）、西濃鉄道としても事業の多角化を図りたい考えもあったことから、経営参加を決めた。西濃鉄道には、国鉄線を介して自社線と樽見鉄道線を直通運行し、一体的に運営する構想もあったが、実現には至らなかった。以後も引き続き筆頭株主として樽見鉄道の運営を主導している。

## 歴史
金生山は石灰石・大理石の産地であり、その輸送は馬車や近くの杭瀬川を利用した水運で行われていたが、輸送力の限界から鉄道敷設が計画され1928年に市橋線・昼飯線が開業した。
いずれの路線も貨物線であるが、市橋線は戦前の1930年から1945年まで旅客営業を行っていたことがあり、国鉄（当時は鉄道省）のガソリンカーが直通運転していた。
- 1927年（昭和2年）1月15日 - 会社設立。
- 1928年（昭和3年）12月17日 - 市橋線、昼飯線が開業。貨物営業のみ。
- 1930年（昭和5年）2月1日 - 市橋線で旅客営業開始。
- 1945年（昭和20年）4月1日 - 旅客営業廃止。
- 1964年（昭和39年）11月 - ディーゼル機関車使用開始。
- 1966年（昭和41年） - この頃に蒸気機関車の使用廃止。
- 2006年（平成18年）3月31日 - 昼飯線と市橋線猿岩 - 市橋間が廃止。
- 2013年（平成25年）1月31日 - 通運事業子会社である西濃鉄道通運の事業を赤坂通運へ譲渡、同社を解散。
- 2021年（令和3年）10月20日 - 国土交通省中部運輸局より、保安監査による改善指示を受ける（詳細は後述）。
- 2022年（令和4年）9月1日 - 市橋線乙女坂 - 猿岩間廃止[6]。同区間は乙女坂駅構内に編入される[7]

国鉄時代の昼飯線・市橋線配線略図

## 路線

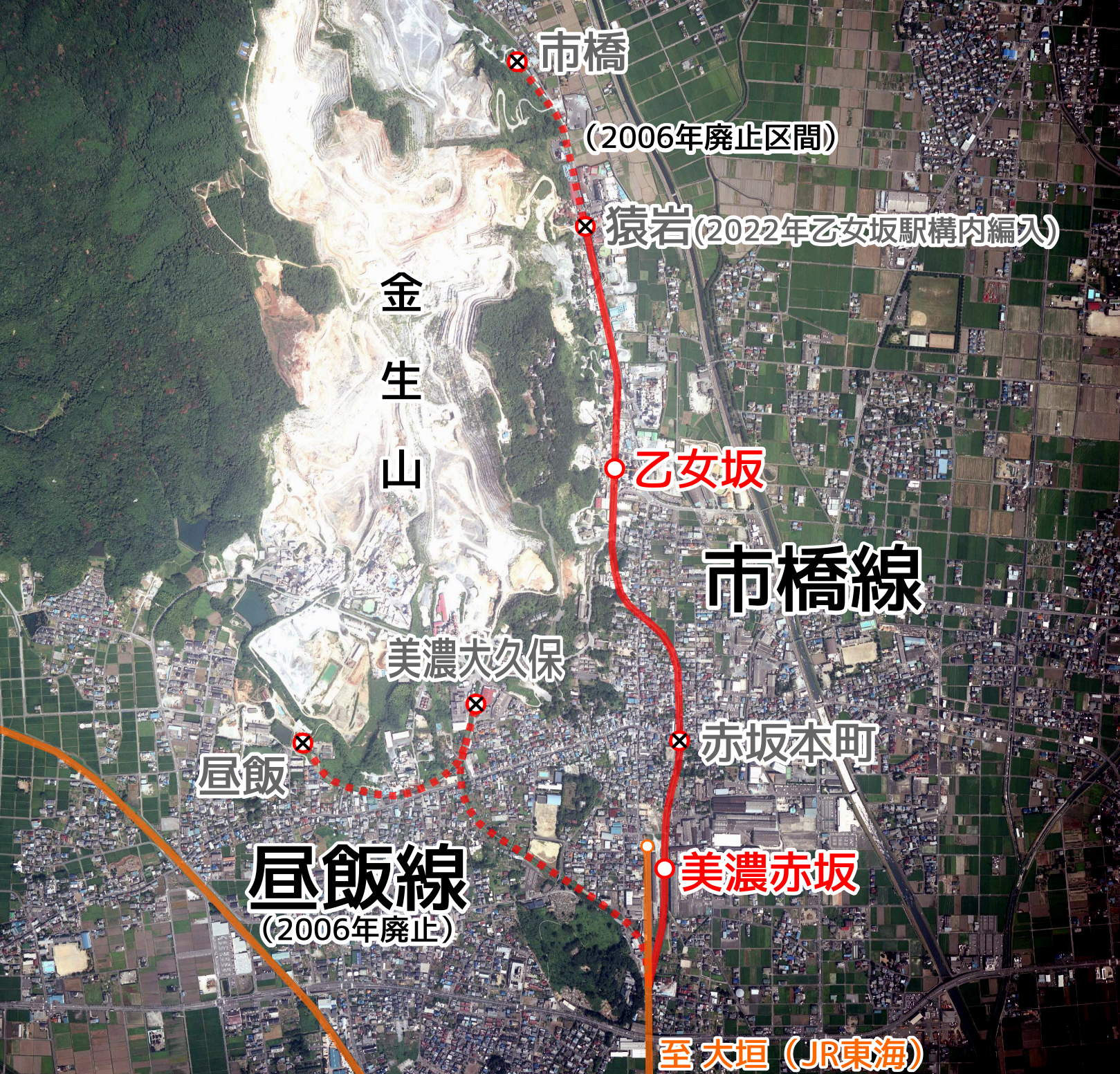
路線図
帰属：国土交通省「国土画像情報（カラー空中写真）」
配布元：国土地理院地図・空中写真閲覧サービス

営業路線
- 市橋線（総延長2.0 km、営業キロ1.3 km）: 美濃赤坂駅 - 乙女坂駅間

市橋線乙女坂駅近くの石引神社の境内を線路が横切り、名撮影地となっている。

廃止路線
- 市橋線 : 乙女坂駅 - 市橋駅間
- 昼飯線 : 美濃赤坂駅 - 昼飯駅間

## 車両

### 現有車両
ディーゼル機関車
- DD40形 - DD403の1両が在籍。DD401は後述のDE10 501に置き換わり2000年台初頭に解体、DD402は2021年（令和3年）にエンジンが故障した影響で運用を離脱し、2022年（令和4年）5月に解体されている。
- DE10形 - 秋田臨海鉄道から譲渡されたDE10 1251の1両が在籍。2021年（令和3年）6月の搬入後、駅北東にて留置されたまま長らく運用に就いていなかったが、2022年（令和4年）7月末に試運転を行い同年8月より運用されるようになった。かつては同形式のDE10 501（元国鉄DE10 148）が長期在籍していたが、2017年を最後に運用を離脱し2021年9月8日に解体されている。
- DD45型 - 2022年（令和4年）6月末に美濃赤坂駅へ輸送された新製車で、DD451の1両が在籍。西濃鉄道2022年安全報告書に「DD45型」と記載があり、北陸重機工業製である。2023年（令和5年）3月より営業運転を開始した。駆動機関にいすゞのAH-6WG1X(397kw/1,800rpm)を1台搭載し、水平・直線時は1300tを牽引して約24km/hで走行できる性能を持つ。

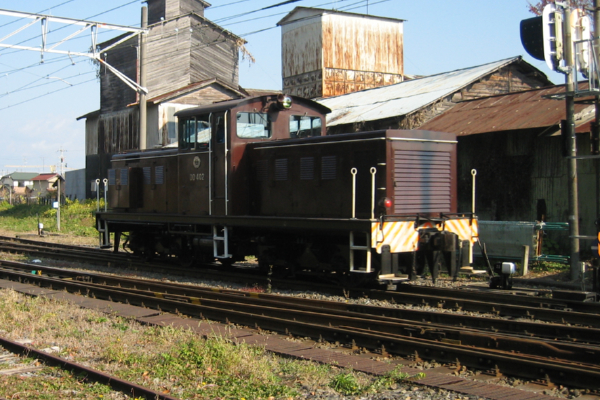
DD402（2007年12月）
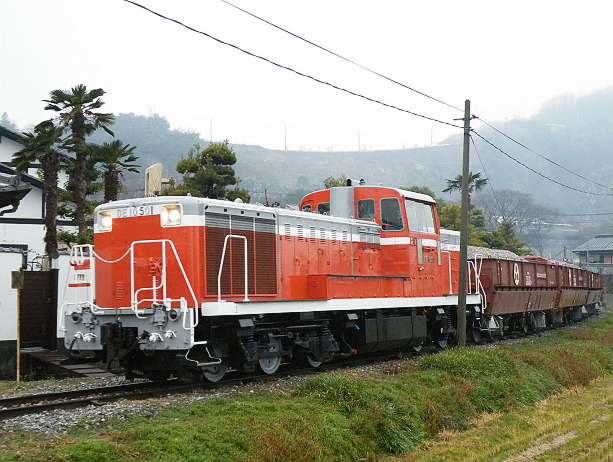
DE10 501（2009年1月）
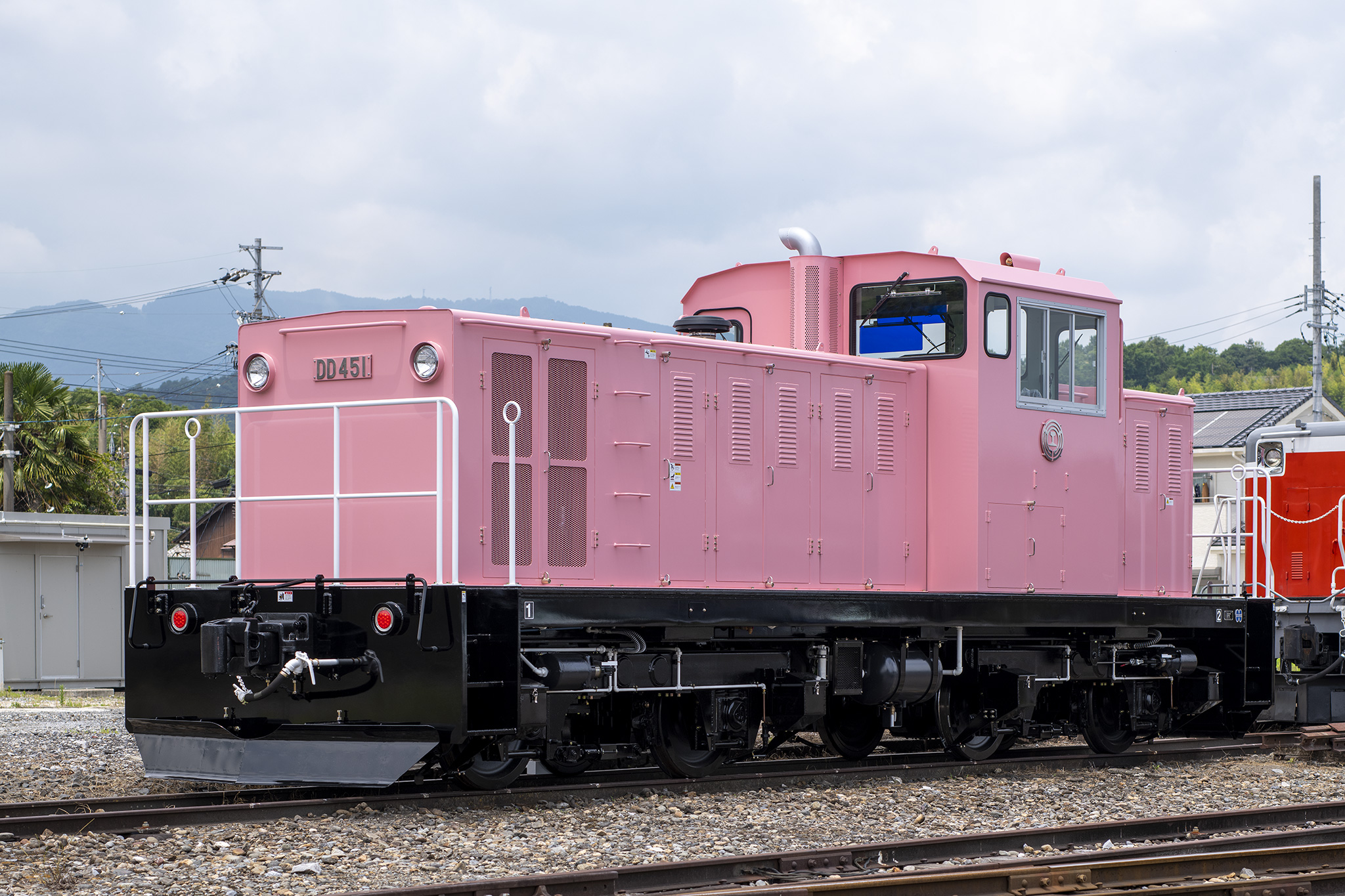
DD451（2022年7月）

機関区は、美濃赤坂駅構内南西側の旧昼飯線沿いにあり、検修庫もあるが、2023年時点では西濃鉄道の機関車の美濃赤坂駅構内の横断が行われなくなっており、機関車は駅構内東側の市橋線沿いの側線を拠点として運用されている。2022年のDD403の重要部検査の際も、機関車は美濃赤坂駅構内を横断せず、この側線と機関区の検修庫との間の搬入出はトレーラーで行われた。2022年から2023年にかけて施行されたDE10 1251の全般検査も、検修庫は使用せず、この側線とその脇のスペースで露天で（エンジンや台車等の主要機器は取り外して専門業者へ移送）行われた。

### 過去の車両
ディーゼル機関車
- DD102形

蒸気機関車
- 2100形（2105・2109）

貨車
- ワフ21000形（廃車後、貨物鉄道博物館に保存）
- ヨ5000形（昼飯線推進運転用）

## 不祥事

### 保安監査に基づく改善指示
市橋線において、実施基準運転関係にはスタフ閉塞式を施行して列車を運転すると規定しているにもかかわらず、実際にはその通り運転していないとの情報が中部運輸局のホームページにある「ご意見箱」に通報されたことに基づき、2021年7月から8月にかけて保安監査が行われた。その結果、鉄道事業法に基づく手続きが行われておらず、実施基準で定められた規定も実施されていないなどの問題が確認された。
指摘された問題点
施設関係
- 乙女坂駅構内で実施された分岐器交換や枕木のプレストレストコンクリート化では、鉄道事業法に基づく施設変更の手続きが行われていなかった。
- 2018年から2021年にかけて3件の輸送障害が発生しているにもかかわらず、届出書を提出していなかった。
- 線路変位検査では整備基準値を超えている部分について、内規に基づく必要な整備を行っていなかった。線路の巡視は4日に1回以上実施することが実施基準で定められているが、実際には一部の区間で巡視の間隔が4日を超えていた。
- 実施基準で規定されている運転専用電話を撤去、廃止していた。
- 信号保安設備及び踏切保安設備の検査を行っていなかった。

車両関係
- 2日を超えない範囲で列車検査を行うものとしていたが、一部の列車は検査周期が2日を超えていた。
- 重要部検査では動力発生装置の機関本体の分解検査と探傷検査を行っていなかった。

運転扱い関係
- 運行計画に定められた運転時刻通りの運行が行われていなかった。
- 機関士への点呼を実施基準に定められた執行者である機関区長及び助役ではなく、当務駅長が行っていた。
- 駅長などによる出発合図を行っておらず、機関士も出発合図を受けずに列車を出発させていた。
- JR貨物の機関車から自社の機関車に付け替えた際にブレーキテストを行っていなかった。
- 2005年4月頃から2021年4月12日までの間、スタフ閉塞式をほとんど施行しておらず、スタフ閉塞式の施行区間も実態と一致していない。

中部運輸局は2021年10月20日に西濃鉄道に対し安全管理体制が構築されているとは言えないとし、現場の状況を的確に把握する体制の整備や、現場の業務の実施状況の定期的な検証、鉄道係員への必要な教育・訓練を適切に行うなどの改善を指示した。

## その他

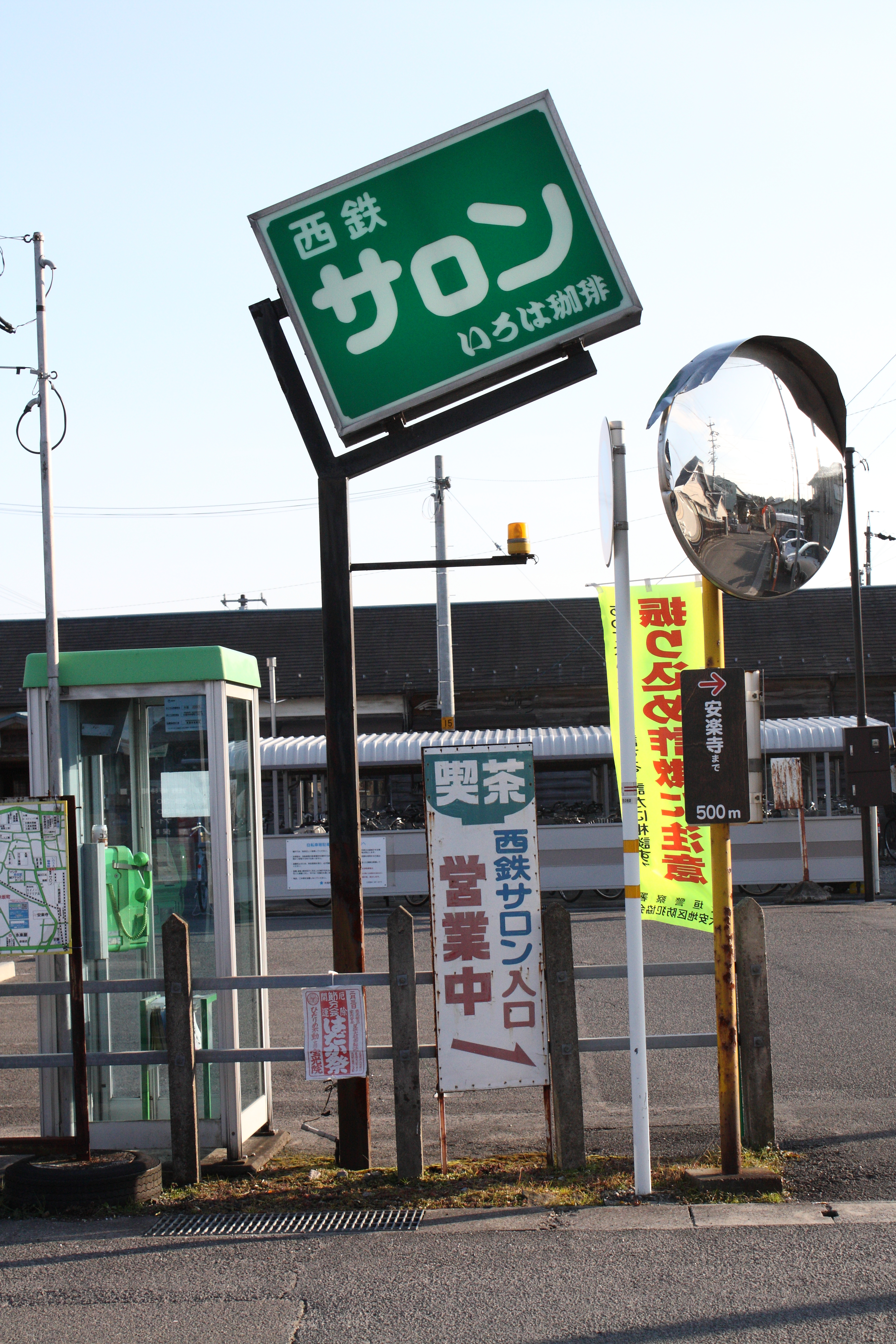
西鉄サロン

- 鉄道事業以外にも西濃鉄道は、喫茶店「西鉄サロン いろは珈琲」も運営している。